# Abner Jenkins
Abner Ronald Jenkins también conocido como el Escarabajo, MACH-1, MACH-2, MACH-3, MACH-IV, MACH-V, MACH-VII y MACH-X, es un personaje ficticio que aparece en los cómics estadounidenses publicados por Marvel Cómics. Hizo su debut como el escarabajo en Strange Tales # 123 (agosto de 1964) (donde el personaje fue creado por el artista Stan Lee y Carl Burgos) y más tarde apareció por primera vez como MACH-1 en Incredible Hulk # 449 (enero de 1997) durante el debut de Thunderbolts.
Jenkins comenzó como un talentoso mecánico de aviones, pero se frustró con su trabajo aburrido y de bajo salario, creó un traje blindado y mecánico y se embarcó en una carrera criminal como el "Escarabajo". En su primer robo fue derrotado por la Antorcha Humana y la Mole de los Cuatro Fantásticos. Más tarde se convertiría en un enemigo habitual de Spider-Man, a menudo mientras trabajaba como secuaz de varias organizaciones delictivas. Más tarde, Jenkins organizó su propio grupo de criminales conocido como Sindicato Siniestro.
Cuando una gran cantidad de héroes disfrazados aparentemente murieron en una batalla contra Onslaught, el Barón Zemo reclutó a Jenkins y un número de otros villanos con los que había trabajado anteriormente para formar los Thunderbolts. Todos los miembros adoptaron nuevas identidades vestidas, haciéndose pasar por superhéroes para acceder a la tecnología de los Cuatro Fantásticos o los Vengadores, grupos que aparentemente habían perecido. Jenkins se hizo conocido como "Mach-1", utilizando una versión modificada de su armadura de escarabajo que fue diseñada para un vuelo más rápido y una mayor altitud. Si bien el plan original era robar tecnología, la mayoría de los miembros decidieron que disfrutaban de la atención y la adulación y decidieron convertirse legítimamente en héroes. Jenkins fue convencido de entregarse a las autoridades para cumplir una sentencia de prisión pendiente a cambio de la inmunidad de los Thunderbolts. Durante su tiempo en la cárcel, Jenkins ayudó a las autoridades, lo que lo llevó a trabajar para el gobierno después de su liberación de la prisión. Más tarde comenzó a trabajar en la prisión de máxima seguridad de Raft como jefe de seguridad y trabajó con los Thunderbolts, quienes ahora eran un equipo de criminales que intentaron ganar tiempo de su sentencia llevando a cabo misiones para el gobierno.

## Historia de publicación
El personaje apareció por primera vez como el Escarabajo en Strange Tales #123 (agosto de 1964), y fue creado por Stan Lee y Carl Burgos.
Después de algún tiempo alejado del equipo, ha aparecido como un personaje regular en Thunderbolts desde la edición #144, y ha aparecido como un personaje secundario ya que el título se transicionó en Vengadores Oscuros comenzando con la edición #175.

## Biografía del personaje ficticio
Abner Jenkins nació en Baltimore, Maryland.

### Carrera criminal
Abner Jenkins era un mecánico maestro en una fábrica de partes de aeronaves que no estaba satisfecho con su trabajo aburrido y mal pagado. Usando su considerable conocimiento mecánico, Jenkins construyó un traje acorazado, con aumento de fuerza, un par de alas que desafían la gravedad, guantes con dedos de succión y un casco de control cibernético. Llamándose a sí mismo el Escarabajo, Jenkins decidió usar su traje de batalla por la fama, la riqueza, y la aventura. Creyendo que un triunfo de más de la mitad de los Cuatro Fantásticos lo convertiría en una sensación instantánea, el Escarabajo eligió atraer a la Antorcha Humana y la Cosa a la batalla. Sin embargo, la Cosa y la Antorcha lo derrotaron, y fue enviado a prisión.
Liberado bajo palabra un poco más tarde, trató de vengarse de la Antorcha, pero se encontró en la batalla con Spider-Man en su lugar. Él secuestró a la novia de la Antorcha, y la Antorcha brevemente luchó con Spider-Man, pensando que estaba aliado con el Escarabajo. Una vez más, con la ayuda de la Antorcha, fue derrotado después de que una jaula de llamas de alta temperatura fuera creada a su alrededor. Fue encarcelado una vez más. Tras su liberación, decidió renunciar a la venganza mezquina y se concentró en la adquisición de la riqueza. En un momento el Escarabajo fue dominado mentalmente y reclutado por el Coleccionista para servir como su agente involuntario. Bajo la dominación del Coleccionista, el Escarabajo se enfrentó a los Vengadores. Él luchó con Daredevil y luego, aliado con Gladiador, peleó con él de nuevo. El Escarabajo también luchó con Spider-Man de nuevo.
Más tarde se convirtió en un miembro del grupo de supervillanos que brevemente se hicieron pasar por los Defensores a fin de confundir a las autoridades y obtener un poco de confianza pública.
Perdiendo todas las batallas contra los combatientes del crimen disfrazados y no poder acumular mucha riqueza, el Escarabajo ofreció sus servicios al financista del inframundo Justin Hammer, que mantuvo a varios criminales superhumanos en los retenedores. Con su oferta aceptada, el Escarabajo fue enviado contra el Iron Man original, como parte de un batallón de criminales disfrazados. Su armadura de Escarabajo fue severamente dañada por Iron Man durante la lucha. Escarabajo fue uno de los villanos que atacaron a los Cuatro Fantásticos durante los Actos de Venganza.
Jenkins luego invirtió todo el capital que pudo adquirir en la modificación y refinamiento de su armadura de Escarabajo. Con la asistencia del Chapucero, produjo un nuevo traje de batalla con capacidades mucho mayores que la antigua. Antes de lanzar su regreso, el Escarabajo reclutó al criminal Anillador para poner a Spider-Man a través de sus pasos. El Escarabajo deseaba estudiar el estilo de lucha de Spider-Man y programarlo en un sistema informático para poder anticipar los movimientos de su oponente. A pesar de sus preparativos y el nuevo traje de batalla, el Escarabajo fue nuevamente derrotado por Spider-Man. Fue liberado después de la prisión por Cabeza de Huevo quien lo reclutó para su organización de los Maestros del Mal. El Escarabajo y otros Maestros del Mal fueron derrotados por los Vengadores y arrestados.
Justin Hammer luego encargó a Escarabajo, Ventisca II, y Látigo Negro para matar a Clayton Wilson, pero Iron Man los derrotó. Poco después, Escarabajo luchó con Iron Man de nuevo, pero esta vez todas las partes de la armadura de batalla Escarabajo que utilizaban la tecnología de Stark se fusionaron.
El Escarabajo organizó su propio equipo de mercenarios super-villanos llamado el Sindicato Siniestro. El equipo entró en conflicto con Spider-Man y Marta Plateada, y más tarde implosionó debido a los conflictos internos.

### Como miembro de los Thunderbolts
Cuando la mayoría de los aventureros disfrazados de la Tierra, incluyendo los miembros centrales de los Vengadores y los Cuatro Fantásticos, aparentemente murieron combatiendo a Onslaught, Barón (Helmut) Zemo reclutó a Jenkins y a un número de otros villanos para engañar al mundo para que crean que fueron héroes llamados los Thunderbolts. Jenkins adoptó el disfraz de MACH-1. El plan de Zemo finalmente fracasó, pero Jenkins y otros miembros decidieron intentar hacer a los Thunderbolts un equipo legítimo. Cuando Ojo de Halcón asumió la dirección del grupo, convenció a Jenkins para cumplir el resto de su condena en prisión como una muestra de buena fe para el público, pero otro criminal utiliza el disfraz del Escarabajo para incriminarlo. Mientras está en Seagate, Jenkins se enfrentó con el resentimiento y los asaltos ocasionales de otros super-criminales y rechazó la oportunidad de participar en una fuga masiva organizada por su antiguo empleador Justin Hammer. En cambio, Jenkins frustró la fuga, un acto que le trajo a la atención de la Comisión de Actividades Superhumanas (CSA) del gobierno. Ellos reclutaron a Jenkins para participar en una operación encubierta destinada a Hammer. Jenkins acordó, utilizando una armadura recién diseñada para operar como el Escarabajo una vez más. Las actividades del nuevo Escarabajo atrajeron la atención de los Thunderbolts. Temiendo que la CSA podría no cumplir con los términos de su acuerdo, Jenkins huyó de la custodia de la CSA después de completar la operación y se reunió con los Thunderbolts. Ojo de Halcón chantajeó a la CSA a permitirle a Jenkins seguir libre, a pesar de que los registros del gobierno listarían a Jenkins como aun estando en la cárcel, a cambio de mantener la explotación del secreto de Jenkins de la CSA.
Jenkins creó el traje de batalla MACH-2 después de modificar su armadura MACH-1 con la ayuda de Techno (un robot basado en el Arreglador, que por entonces se hacía pasar por el fabricador de máquinas de los Thunderbolts, Ogro). Techno también alteróla apariencia física de Jenkins usando tecnología de "dermaplastía" ya que el público no debía saber que MACH-2 era Abner Jenkins, y el malicioso Techno tenía un poco de diversión a expensas de Jenkins dándole los rasgos de un afroamericano. Si bien este cambio volvió incómoda a su novia Pájaro Cantor por un tiempo, Jenkins se ajustó rápidamente y se restableció a sí mismo como uno de los miembros más confiados y capaces del equipo.
Cuando los Thunderbolts descubrieron y frustraron una conspiración conectado a la CSA para exterminar a todos los superhumanos, Ojo de Halcón chantajeó a la CSA para que le den a los Thunderbolts indultos totales a cambio del silencio del grupo; Sin embargo, el agente de la CSA Henry Peter Gyrich insistió en que no estaría de acuerdo con el trato a menos que Ojo de Halcón fuera a prisión por sus actividades de vigilante técnicamente ilegales como miembro de los Thunderbolts. Ojo de Halcón aceptó, a pesar de las protestas de sus compañeros, y se entregó a la custodia federal. La mayor parte del resto de los Thunderbolts, incluyendo MACH-2 y Pájaro Cantor, fueron indultados y liberados. Sin embargo, como parte de los términos de su acuerdo, se les prohibió el uso público de los poderes sobrehumanos o identidades disfrazadas. MACH-2 y Pájaro Cantor volvieron su equipo a las autoridades y comenzaron nuevas vidas de civiles en la ciudad de Burton Canyon, Colorado como Abe Jenkins y Melissa Gold.
Irónicamente, Jenkins encontró empleo con el departamento de policía de Burton Canyon como especialista en soporte técnico. Por desgracia, sus vidas tranquilas fueron destrozadas cuando el super-criminal Gravitón lanzó su último intento de conquista del mundo en Burton Canyon, encarcelando a los superhéroes del mundo y dando nueva forma al planeta en su propia imagen. A pesar de su resistencia a arriesgar su recién descubierta libertad, Jenkins y Pájaro Cantor aceptó unirse a Ciudadano V (secretamente el Barón Zemo controlando el cuerpo del Ciudadano V) para atacar a Gravitón como parte de un nuevo equipo de Thunderbolts. Jenkins recibió una nueva armadura proporcionada por los financieros del Ciudadano V, el Batallón-V, y se llamó MACH-3. Gravitón fue derrotado y el mundo fue salvado, pero MACH-3 y los otros Thunderbolts desaparecieron en una implosión creada por el poder del moribundo Gravitón, con la excepción de Pájaro Cantor, que apareció atrás como la única sobreviviente.

#### En la Contratierra
En la Contratierra, el equipo continuó en conjunto, buscando una manera de volver a su propio mundo y comenzar a establecerse como los superhéroes principales de la conflictiva Contratierra.
Después de un fallido intento de escapar a la Tierra real, el equipo entró en una alianza incómoda con su líder original, el Barón Zemo, en un esfuerzo continuo para salvar la Contratierra de los males diversas que asolan ese mundo alternativo. Los Thunderbolts pasaron a revivir la ciudad voladora de Attilan y poblarla con refugiados y sobrevivientes del mundo asolado por la guerra y casi destruido. Los Thunderbolts se hicieron famosos por su heroísmo y los esfuerzos para resolver los problemas del mundo. Ellos fueron aclamados por muchos como salvadores del mundo. Sin embargo, Jenkins parecía estar atravesando las propuestas; su corazón estando en otra parte como su relación con Pájaro Cantor se creía perdida.
En la Contratierra, los Thunderbolts de Zemo se habían encontrado con los efectos de un agujero blanco que arrancaba desde una nave espacial abandonada, como la radiación de su motor empezó a comer la Tierra desde el interior. Los Thunderbolts se embarcaron en un plan para combinar sus poderes para sacar la nave alienígena de la Tierra y romper el vínculo entre los mundos. Sin embargo, con el fin de completar este plan, los Thunderbolts necesitaban estar dentro del vacío generado del motor a fin de mantenerlo despejado de la Tierra real mientras se cerró. Al hacer esto, ellos resurgirían del vacío en la Tierra real, renunciando a su función y lugar en la Contratierra. Al salir del vacío, los Thunderbolts encontraron a sus excompañeros Ojo de Halcón y Pájaro Cantor, que habían formado su propia versión de los Thunderbolts, que estaban conectados de manera similar con el vacío de la contraparte de la nave espacial de la Tierra real. Los dos equipos de Thunderbolts combinaron sus fuerzas para tapar el vacío y derivar la nave alienígena de la Tierra. La reunión de Jenkins con Pájaro Cantor fue de corta duración. A pesar de sus sentimientos mutuos, Jenkins dejó a Pájaro Cantor, una vez más devolviéndose a sí mismo a la custodia policial para cumplir el resto de su condena.

#### Regreso a la Tierra
Por seis meses, Jenkins había sido un preso modelo en la prisión de mínima seguridad Parsons en Illinois. Desde entonces, ha tenido su piel y rostro cambiados de nuevo a su aspecto original, y ha reanudado el contacto con Pájaro Cantor. Abe fue abordado recientemente por los Vengadores en encontrar si hubieran estado quedando de fiar a pesar de sus sospechas. Abe les dijo que tendrían que detener al Barón Zemo antes de que lanzara el Proyecto: Liberación, pero que Piedra Lunar era la que se preocupa realmente. Después que Piedra Lunar reveló sus planes, Abe se contacó con Jolt para ayudar a los Vengadores y a los Thunderbolts a detenerla.
Tras la conclusión de la batalla, Abe fue finalmente puesto en libertad condicional e hizo un anuncio de que estaba reformando los Thunderbolts y que cualquier antiguo villano o individuo superpoderoso que querían una segunda oportunidad se les permitiría unirse. Él se encontró al líder del grupo y amante de Pájaro Cantor. Las cosas continuaron enloqueciendo cuando los Thunderbolts se quedaron puestos en situaciones difíciles como el Barón Wolfgang Von Strucker lanzó nuevos desafíos para mantenerlos ocupados, incluyendo agregar a Demonio Veloz al equipo como espía y permitirle a las Cinco Brazas atacar Nueva York. Las cosas finalmente se unieron cuando Abe reveló que siempre quiso acabar con Strucker. Ellos lograron derrotar el plan de Hydra de destruir toda Manhattan, pero Strucker logró escapar. Actualmente, Abe se ocupa de la situación de su equipo siendo héroes de ciudad de nuevo.

#### Equipo Escarabajo
Trabajando con Zemo de nuevo, como Cazadores de Héroes durante la Guerra Civil de Marvel, se ha revelado que Abe supervisa un pequeño equipo de tres estudiantes universitarios, cada uno de los cuales usa una de las tres armaduras anteriores del Escarabajo (la clásica al estilo Escarabajo original, su actualización aerodinámica, y el enorme exoesqueleto tipo tanque usado por él mismo y Leila Davis').
Jenkins (al lado del Equipo Escarabajo) ha sido identificado como uno de los 142 superhéroes registrados que aparecen en la portada del cómic Avengers: The Initiative #1.

#### Reino Oscuro
Mientras está en mitad de perfeccionar la nueva armadura Mach-V, Jenkins y el Arreglador son abordados por su vieja compañera Pájaro Cantor, que está huyendo de Norman Osborn. Jenkins acepta ayudarla de cualquier manera que pueda, y los dos se besan antes de que ella salga. Él y el Arreglador en verdad ayudan a Pájaro Cantor y a la Viuda Negra a escapar de los agentes de H.A.M.M.E.R. algunos días después.

#### Edad Heroica
Durante la Edad Heroica, Mach-V trabaja en La Balsa como Jefe de Seguridad. Él trae a Luke Cage debajo del nivel del mar, donde se les presenta el Hombre Cosa que servirá como el modo de transporte de los Thunderbolts.

## Poderes y habilidades
Abner no tiene poderes sobrehumanos, pero tiene un amplio conocimiento de la mecánica y de la ingeniería.
Como el Escarabajo, Abner diseñó y llevaba un traje de exoesqueleto mecánico de cuerpo completo que le otorgó fuerza sobrehumana y durabilidad y vuelo artificial con alas. Los guantes del traje conteníanpinzas de succión neumática, que le permite adherirse a las paredes o levantar objetos con sus dedos. El traje también podía crear una descarga de energía electrostática referida como la "electro-mordedura". En la parte posterior del traje hay un conjunto de alas metalizadas ultra-duras impulsadas por micro-motores súper eficientes que le permiten volar. La antena incorporada en el casco del traje permiten la recepción y la conversión ultra-eficiente de microondas, proporcionando al traje una fuente de alimentación constantemente en reposición. Un mini-ordenador integrado en la placa pectoral se alimenta de datos para las visualizaciones del casco, proporcionándole un análisis táctico actualizado constantemente de los movimientos de su oponente.
Como MACH-I hasta MACH-IV, Abner diseñó un nuevo traje de servoarmadura que otorgaba fuerza sobrehumana, durabilidad y vuelo como hacía el traje Escarabajo. Este nuevo traje contiene una variedad de sistemas de armas diferentes, sin embargo, en lugar de los poderes de temática de insectos de la armadura anterior.

## Otras versiones

### Marvel Zombies
Abner aparece junto a los Thunderbolts en el one-shot Días Muertos de la miniserie Marvel Zombies usando una versión anterior de su traje MACH, y junto con el resto del grupo es visto atacando primero a Thor y luego a Nova. Él es rápidamente asesinado por una explosión de llamas de la Antorcha Humana.

### House of M
Abner Jenkins es un científico trabajando en secreto para la Resistencia Humana (junto con Erik Josten) que forma parte de una unidad de élite militar sapien los Comandos Aulladores y Jim Sanders. Los tres, junto con el General "Dum Dum" Dugan, están tratando de crear un arma química para acabar con todos los Kree en la Tierra, por lo que los humanos pueden lograr una alianza con los Shi'Ar para derrocar a la Casa de Magnus.

### Ultimate Marvel
En el universo Ultimate Marvel, El nombre de Abner Jenkins aparece en una lista cuando Peter Parker buscaba "Ladrones" en la base de datos del Daily Bugle.

## En otros medios

### Televisión
- El Escarabajo apareció en Spider-Man and His Amazing Friends episodio "Origen de los Amigos Arácnidos" con la voz de Christopher Collins. El Escarabajo robó un ordenador de detección de crímenes y el Aumentador de Poder inventado por Tony Stark para aumentar su poder. Fue el primer villano que los Amigos Arácnidos enfrentaron juntos.
- El Escarabajo hizo una breve aparición en Iron Man episodio "Armor Wars" Parte 2 con la voz de John Reilly con un acento de Liverpool que evoca a la banda de nombre similar. Él estaba tratando de robar el diamante tibetano en una subasta en el Museo de Arte Moderno sólo para ser inmovilizado con un zapato gigante por Iron Man y tenía su armadura basada en diseños de Stark robados desactivados por un paquete negador.
- La versión de Abner Jenkins del Escarabajo tiene una aparición cameo no sonora en la serie animada Ultimate Spider-Man. En el episodio "Abajo el Escarabajo", se lo ve durante la imaginación de los alumnos de S.H.I.E.L.D. en su primera armadura contra White Tiger y en su segunda armadura contra Power Man cuando imagina su lucha contra el Escarabajo.
- Abner Jenkins aparece en Avengers: Ultron Revolution, con la voz de Mark C. Hanson. Aparece como el Escarabajo de los Maestros del Mal en los episodios "Adaptandose al cambio" y "Sitiados" y no tuvo diálogo en estas apariciones. Más tarde, Abner apareció como MACH-IV de los Thunderbolts en los episodios "Los Thunderbolts" y "Thunderbolts al Descubierto".
- La versión de Abner Jenkins de Escarabajo aparece en el episodio de Spider-Man "Dead Man's Party", con la voz de Fred Tatasciore. Tengo un camión blindado que usa tecnología Oscorp robada. Spider-Man luchó contra el Escarabajo mientras que Eddie Brock intenta obtener el metraje de la pelea para impresionar a J. Jonah Jameson. Escarabajo es derrotado por Spider-Man.

### Videojuegos
- Escarabajo aparece tanto en los juegos para SNES y Sega Genesis basados en la serie animada.
- El Escarabajo era el primer jefe en el juego de Super Nintendo de 1995 Spider-Man: Lethal Foes, un juego sólo lanzado en Japón.
- El Escarabajo desempeñó un papel secundario en la secuela del juego Spider-Man para PlayStation, Spider-Man 2: Enter Electro con la voz de Daran Norris. Él trabajó para Cabeza de Martillo y sólo apareció en las escenas convirtiéndose en el único villano que no aparece como un jefe.